# Les Enquêtes de Murdoch : La Malédiction des Pharaons
Une web-série originale exclusive de 13 épisodes créée dans le prolongement de la quatrième saison des Enquêtes de Murdoch sur Citytv. Mettant en vedette les stars de la série et les illustrations du célèbre dessinateur de bandes dessinées Francis Manapul, l'aventure donne vie au premier roman de l'agent George Crabtree, «La Malédiction des pharaons». Elle n'a pas été diffusée en France et n'est donc disponible qu'en anglais.

## Synopsis
L'agent George Crabtree, l'inspecteur William Murdoch et le docteure Julia Ogden enquêtent la mort mystérieuse de sept égyptologues. Mais ils doivent faire vite car la reine Victoria est de visite à Toronto...

## Distribution

### Acteurs principaux
- Jonny Harris : Agent George Crabtree
- Yannick Bisson : Détective William Murdoch
- Thomas Craig : Inspecteur Thomas Brackenreid
- Hélène Joy : Dre Julia Ogden

### Acteurs récurrents
- Carinne Leduc (en) : Sanura Lenoir (5 épisodes)
- Christian Laurin : Sekhmet (4 épisodes)
- Elizabeth Leslie : La Reine Victoria (3 épisodes)

## Liste des épisodes
1. Le cadavre disparu
2. L'indice des hiéroglyphes
3. Le long bras de la méchanceté
4. Compagnons perdus et nouveaux amis
5. L'attaque des scarabées
6. L'énigme du crâne
7. Une surprise malvenue
8. D'évasions impossibles et de retrouvailles joyeuses
9. Une tournure malheureuse des événements
10. La clé du salut
11. Le dernier espoir de Sa Majesté
12. Dernier combat pour l'Empire
13. Humbles héros et nouvelles aventures

### Épisode 1:Le cadavre disparu
- Canada : 7 juin 2011 sur Citytv

### Épisode 2:L'indice des hiéroglyphes
- Canada : 14 juin 2011 sur Citytv

### Épisode 3:Le long bras de la méchanceté
- Canada : 21 juin 2011 sur Citytv

### Épisode 4:Compagnons perdus et nouveaux amis
- Canada : 28 juin 2011 sur Citytv

### Épisode 5:L'attaque des scarabées
- Canada : 6 juillet 2011 sur Citytv

- Robert Clarke : Lalonde

### Épisode 6:L'énigme du crâne
- Canada : 13 juillet 2011 sur Citytv

### Épisode 7:Une surprise malvenue
- Canada : 20 juillet 2011 sur Citytv

### Épisode 8:D'évasions impossibles et de retrouvailles joyeuses
- Canada : 27 juillet 2011 sur Citytv

### Épisode 9:Une tournure malheureuse des événements
- Canada : 4 août 2011 sur Citytv

### Épisode 10:La clé du salut
- Canada : 12 août 2011 sur Citytv

### Épisode 11:Le dernier espoir de Sa Majesté
- Canada : 19 août 2011 sur Citytv

### Épisode 12:Dernier combat pour l'Empire
- Canada : 26 août 2011 sur Citytv

### Épisode 13:Humbles héros et nouvelles aventures
- Canada : 2 septembre 2011 sur Citytv

## Récompenses
- 2012 : Patrick Tarr remporte le prix de scénarisation de la Guilde des écrivains du Canada (Writers Guild of Canada), catégorie courts métrages et webséries.